# خمسة نقاط لشخص ما
خمسة نقاط لشخص ما: ما لا يجب القيام به فيها!  (بالإنجليزية: Five Point Someone: What not to do at IIT!) رواية أصدرت سنة 2004 . من تأليف تشيتان بهجت.

## العنوان
عنوان الكتاب يحتوي خطأ نحوي إنجليزي وهو غياب الفعل المساعد، ولعل هذا مقصوداً من المؤلف من باب لفت النظر. لذلك صعُبَ اختيار الترجمة الانسب باللغة العربية.
فيمكن ان تكون الترجمة (شخص ما بخمسة نقاط) أو (شخص ذو خمس نقاط) .

## فيلم
الفيلم الهندي ثلاثة بلهاء مبني على الرواية وحقق نجاح كبير وفاز بالعديد من الجوائز .